# HC Nikko Ice Bucks
HC Nikko Ice Bucks (Hokkē Kurabu Nikkō Aisu Bakkusu) je profesionální hokejový klub se sídlem ve městě Nikko v prefektuře Točigi v Japonsku. Hraje Asijskou hokejovou ligu. Maskotem týmu je oranžovo-bílý sob s hokejovou přilbou. Tým sice pochází z města s bohatou hokejovou historii (první klub vznikl již v roce 1925), ale byl založen až roku 1999. Klub hraje v Nikko Ice Arena Kirifuri aréně s kapacitou 2000 sedadel, v barvách má oranžovou, bílou a černou barvu. Vlastníkem týmu je Kobayashi Sumio, hlavním trenérem je Mark Pederson a kapitánem Setaka Tetsuo.

## Historie
- Oblast Nikko patří mezi oblasti s bohatou hokejovou historii, již v roce 1925 byl zde založen klub Furukawa Electric polo-profesionální tým (jeden z nejstarších v Japonsku) který se stal zakládajícím členem japonské hokejové ligy v roce 1966. V roce 1999 byl však tým rozpuštěn (kvůli špatné finanční situaci).
- Klub Furukawa Electric měl hodně fanoušků a ti téhož roku díky finanční podpoře a výpomoci od města financovaly a založily nový klub (HC Nikko Ice Bucks). Klub pouze vstoupil do ligy.
- Tým i přes velkou podporu domácích fanoušků nikdy nedosáhl velkého úspěchu jak v Japonské tak v Asijské hokejové lize. Tým se pohyboval spíše v dolní části tabulky.
- Když byla rozšířena liga na Asijskou hokejovou ligu, tým Nikko byl jeden z týmů který byl součástí ligy. V roce 2005 se tým přejmenoval na Nikko Kobe Ice Bucks až v sezóně 2007-2008 se tým přejmenoval zpět na HC Nikko Ice Bucks.

## Údaje
- Město - Nikko a Tochigi (Japonsko)
- Liga - Asijská hokejová liga ledního hokeje
- Založení - 1999
- Aréna - Nikko Ice Arena Kirifuri
- Barvy - Červená , Bílá a Oranžová
- Vlastník - Kobayashi Sumio
- Hlavní trenér - Mark Pederson
- Kapitán - Setaka Tetsuo

## Historie pojmenování
- 1999-2005 – HC Nikko Ice Bucks
- 2005-2007/08 – Nikko Kobe Ice Bucks
- 2007/08 – ? – HC Nikko Ice Bucks

## Úspěchy
- Japonská hokejová liga – žádný
- Asijská hokejová liga – prohra v semifinále (sezóna 2006-07), nic

## Soupiska
| Brankáři | Brankáři | Brankáři            | Brankáři | Brankáři | Brankáři          |
| #        | Země     | Hráč                | Zákroky  | Zakoupen | Místo narození    |
| -------- | -------- | ------------------- | -------- | -------- | ----------------- |
| 29       | Japonsko | Ito Keisuke         | L        | 2010     | Nikko, Japonsko   |
| 38       | Japonsko | Ono Kohei           | L        | 2011     | Machida, Japonsko |
| 44       | Japonsko | Yutaka Fukufuji (A) | L        | 2010     | Kushiro, Japonsko |

| Obránci | Obránci  | Obránci             | Obránci | Obránci  | Obránci             | Obránci |
| #       | Země     | Hráč                | Střely  | Zakoupen | Místo narození      |         |
| ------- | -------- | ------------------- | ------- | -------- | ------------------- | ------- |
| 2       | Japonsko | Ohkubo Tomohito     | L       | 2009     | Tomakomai, Japonsko |         |
| 3       | Japonsko | Yamaguchi Kazuyoshi | L       | 2009     | Kushiro, Japonsko   |         |
| 6       | Japonsko | Sumida Yousuke      | L       | 2010     | Soja, Japan         |         |
| 7       | Japonsko | Fukuzawa Noaya      | R       | 2008     | Tomakomai, Japonsko |         |
| 8       | Japonsko | Takayuki Ono (A)    | R       | 2011     | Tomakomai, Japonsko |         |
| 9       | Japonsko | Yamada Yuya         | R       | 2011     | Tomakomai, Japonsko |         |
| 22      | Japonsko | Nakai Hayato        | L       | 2011     | Hachinohe, Japonsko |         |
| 34      | Japonsko | Takahashi Junichi   | R       | 2011     | Nikko, Japonsko     |         |

| Útočníci | Útočníci    | Útočníci            | Útočníci | Útočníci | Útočníci | Útočníci             |
| #        | Země        | Hráč                | Pozice   | Střely   | Zakoupen | Místo narození       |
| -------- | ----------- | ------------------- | -------- | -------- | -------- | -------------------- |
| 10       | Japonsko    | Saito Kenta         | LW       | L        | 2011     | Kushiro, Japonsko    |
| 11       | Japonsko    | Tsukada Hiroyuki    | C        | L        | 2008     | Tomakomai, Japonsko  |
| 12       | Japonsko    | Uchiyama Tomohiko   | LW       | L        | 2009     | Kushiro, Japonsko    |
| 18       | Japonsko    | Takahito Suzuki (C) | RW       | R        | 2009     | Tomakomai, Japonsko  |
| 19       | Japonsko    | Nakai Musashi       | C/RW     | L        | 2007     | Hachinohe, Japonsko  |
| 20       | Japonsko    | Tonosaki Kei        | LW       | L        | 2011     | Sapporo, Japonsko    |
| 21       | Japonsko    | Omachi Noritoshi    | RW       | L        | 2011     | ?, Japonsko          |
| 45       | Japonsko    | Setaka Tetsuo       | C        | L        | 2005     | Tomakomai, Japonsko  |
| 48       | Japonsko    | Ueno Hiroki         | LW/RW    | L        | 2011     | Nagano, Japonsko     |
| 51       | Kanada      | Dave Bonk           | C        | L        | 2011     | Brandon, Kanada      |
| 67       | Kanada      | Andrew Kozek        | LW       | L        | 2011     | Revelstoke, Kanada   |
| 86       | Jižní Korea | Song Dong-hwan      | RW       | R        | 2011     | Seoul, Severní Korea |

## Významní hráči
- Curt Bennett 1980-82,
- Harvey Bennett, Jr. 1980-82,
- Eduard Novák 1982-84,
- František Kaberle Starší. 1982-84,
- Martin Kariya 2004-05,
- Shjon Podein 2005-06,
- Chris Paradise 2005-06,
- Mike Henderson 2006-07,
- Eric LaFreniere 2008-09,
- Mickey Gilchrist 2008-09,
- Buddy Smith 2009-11,
- Richard Rochefort 2010-11,